# IEEE 802.16m
IEEE 802.16m était un groupe de travail chargé de développer le Gigabit WiMAX, un amendement à la norme IEEE 802.16 (WiMAX) et qui concerne les systèmes d'accès par liaison sans fil fixe et mobile à large bande de fréquences. Cette liaison est réalisée entre une ou plusieurs stations de base de transmission et des terminaux d'abonné fixes, nomades stationnaires ou mobiles.

## Description
IEEE 802.16m est conçue pour permettre la transmission de données par liaison sans fil fixe ou nomade stationnaire jusqu'à un débit de 1 Gbit/s et 100 Mbit/s pour la liaison sans fil de mobiles se déplaçant à grande vitesse.
Cette norme publiée en 2011 devait rendre possible la convergence des technologies WiMAX, Wi-Fi et 4G afin de réaliser des réseaux maillés ; elle utilise à la technologie MIMO (Multiple-Input Multiple-Output) pour augmenter la bande passante des transmissions. Elle a eu peu de succès commercial, le marché de la transmission de données par liaisons sans fil à haut débit étant dominé par la technologie LTE.